# 나폴레옹 시대

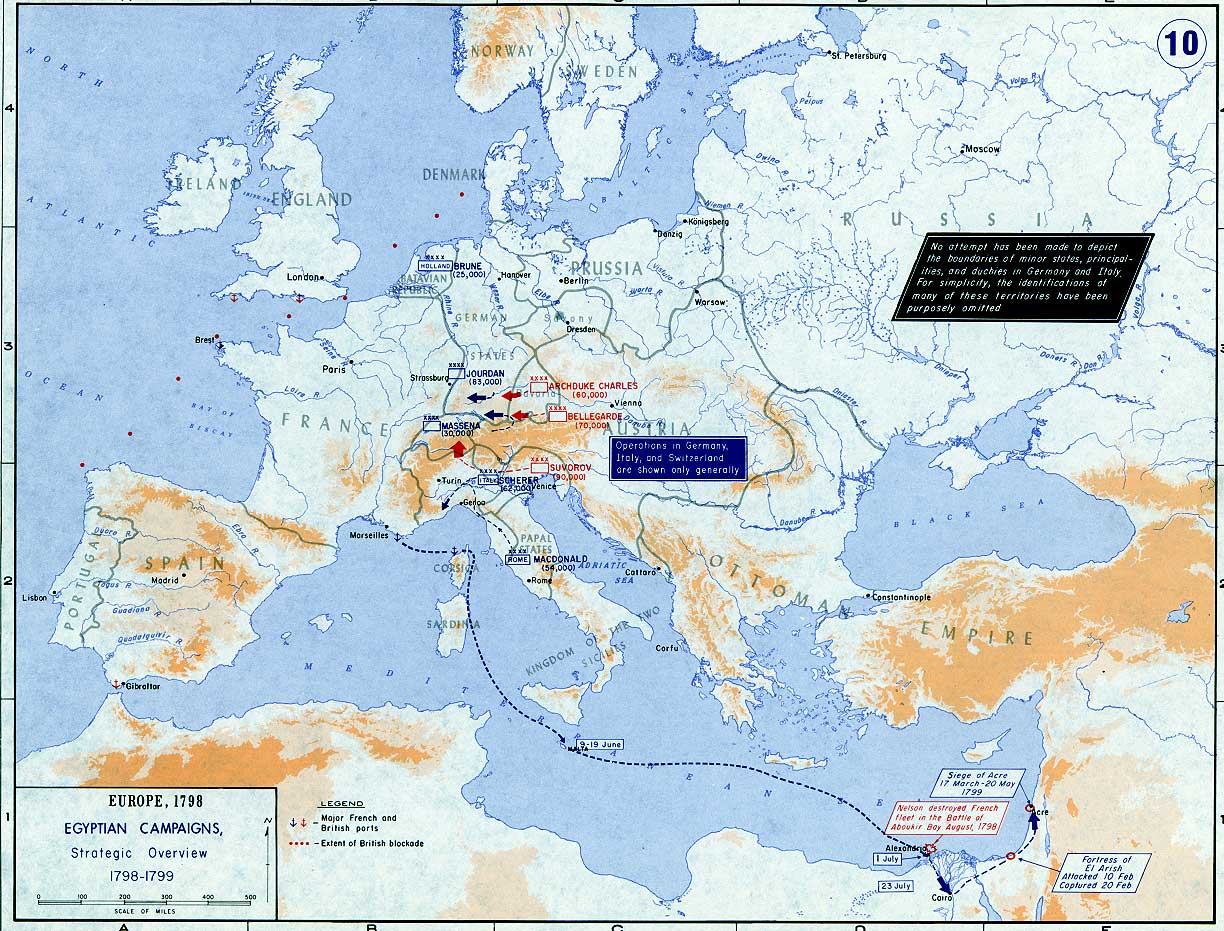
1798년 유럽의 전략적 상황

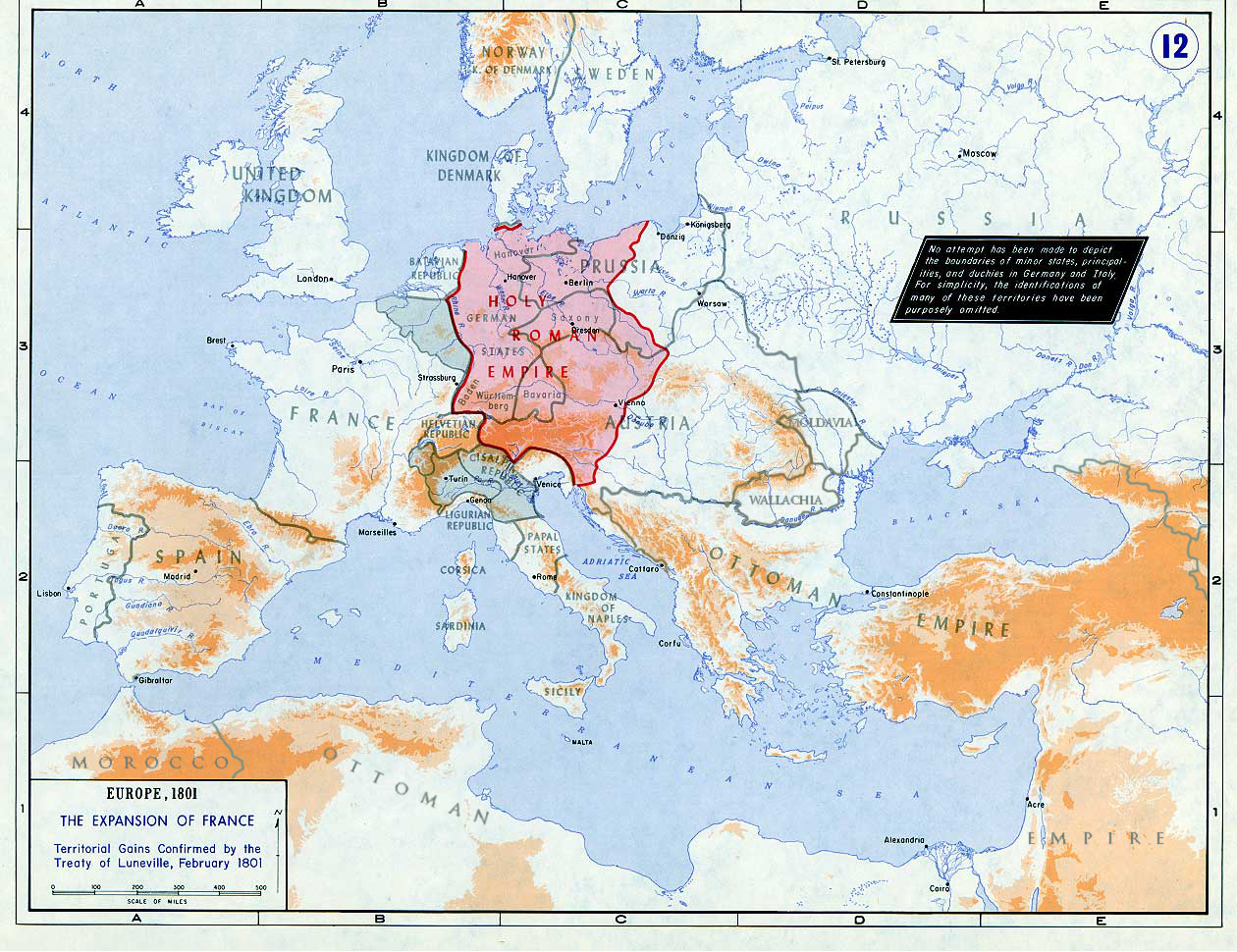
1801년 유럽의 전략적 상황

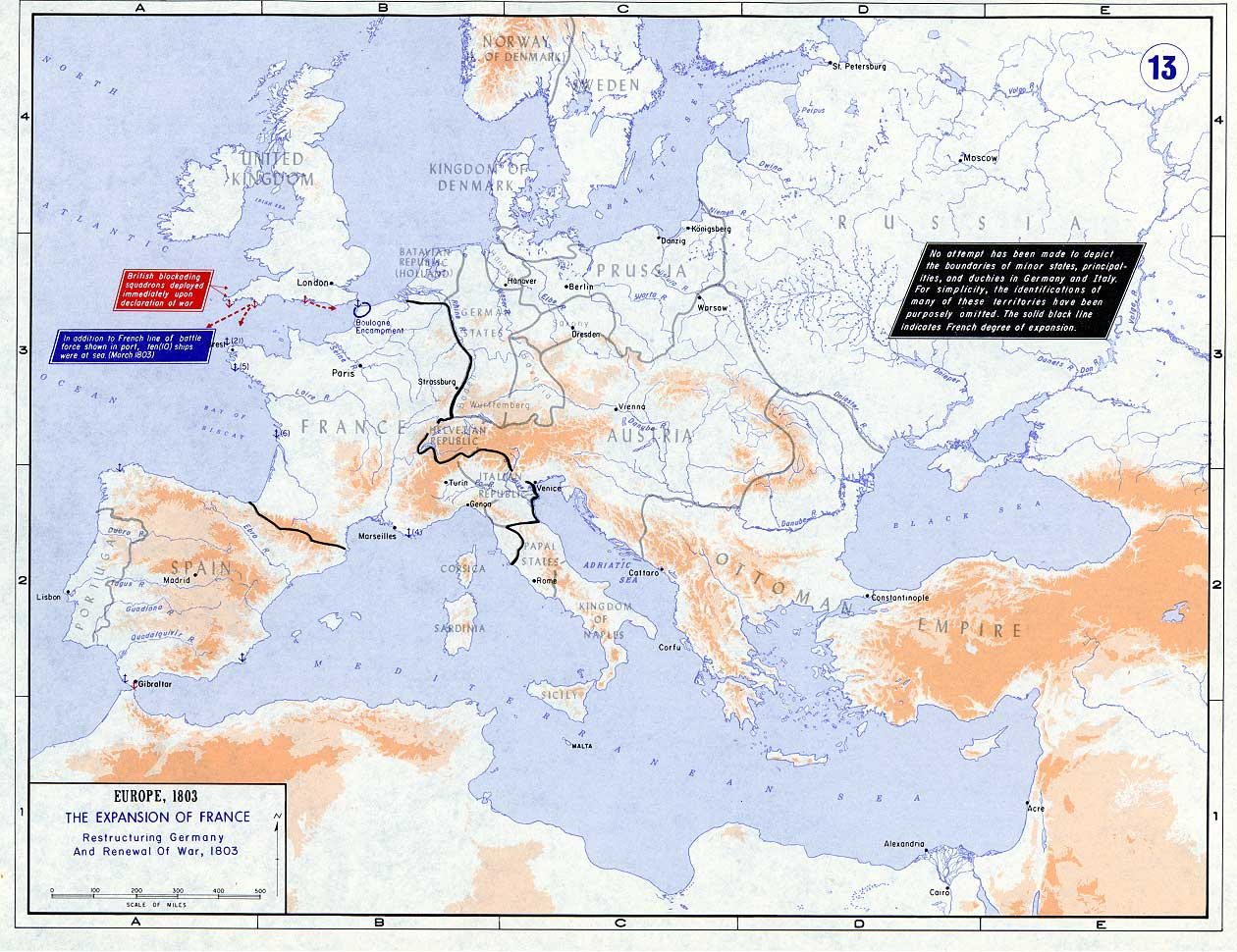
1803년 유럽의 전략적 상황

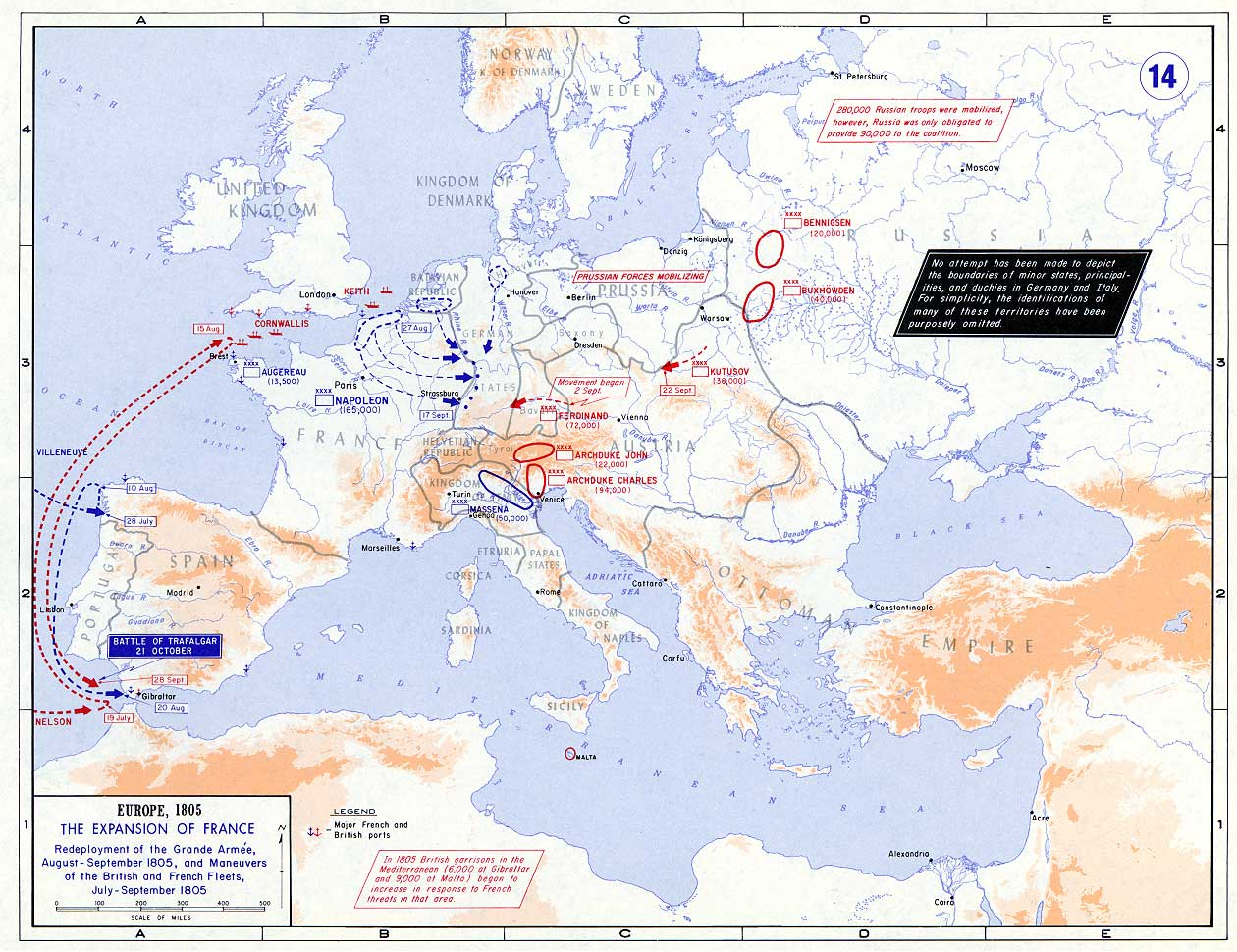
1805년 유럽의 전략적 상황

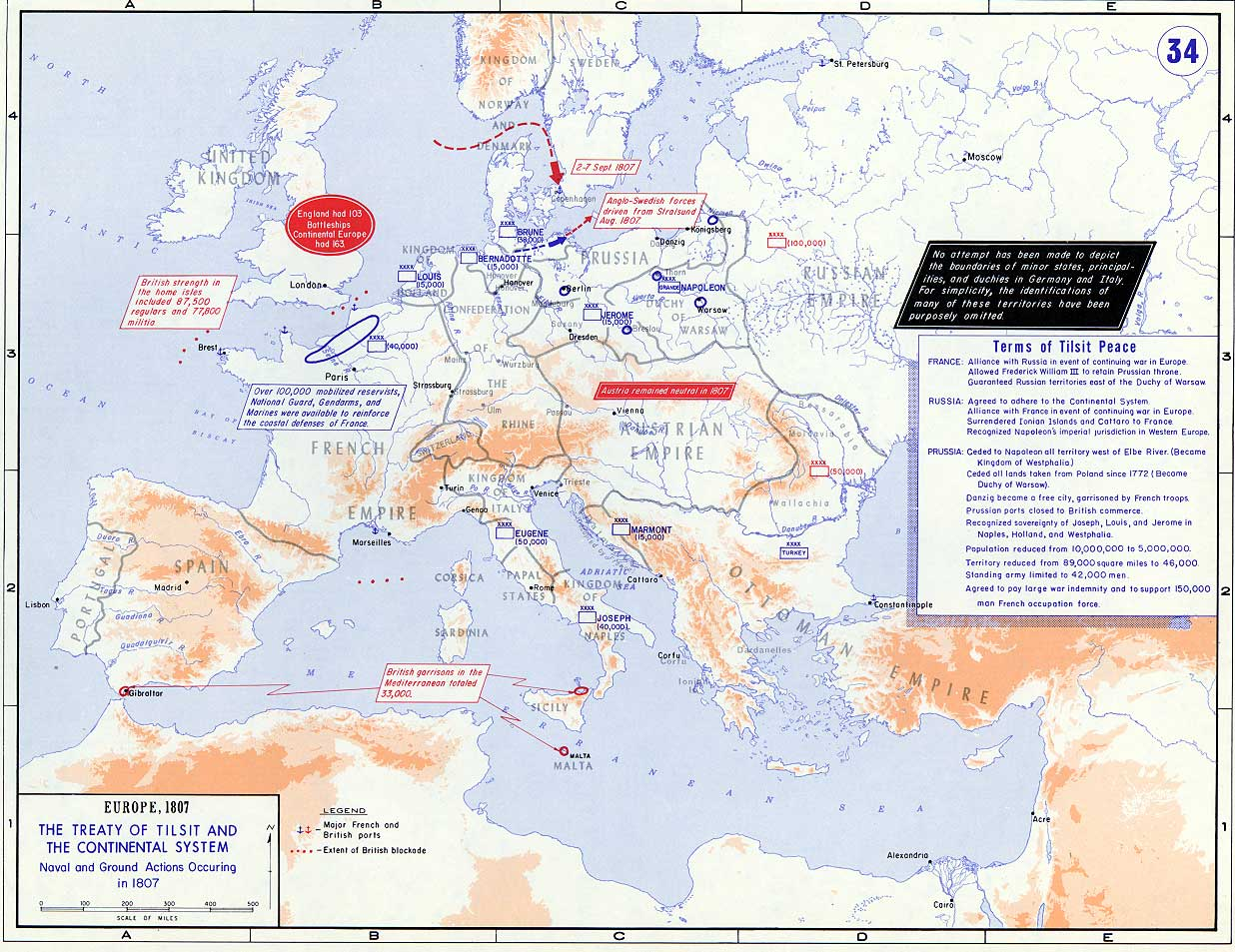
1807년 유럽의 전략적 상황

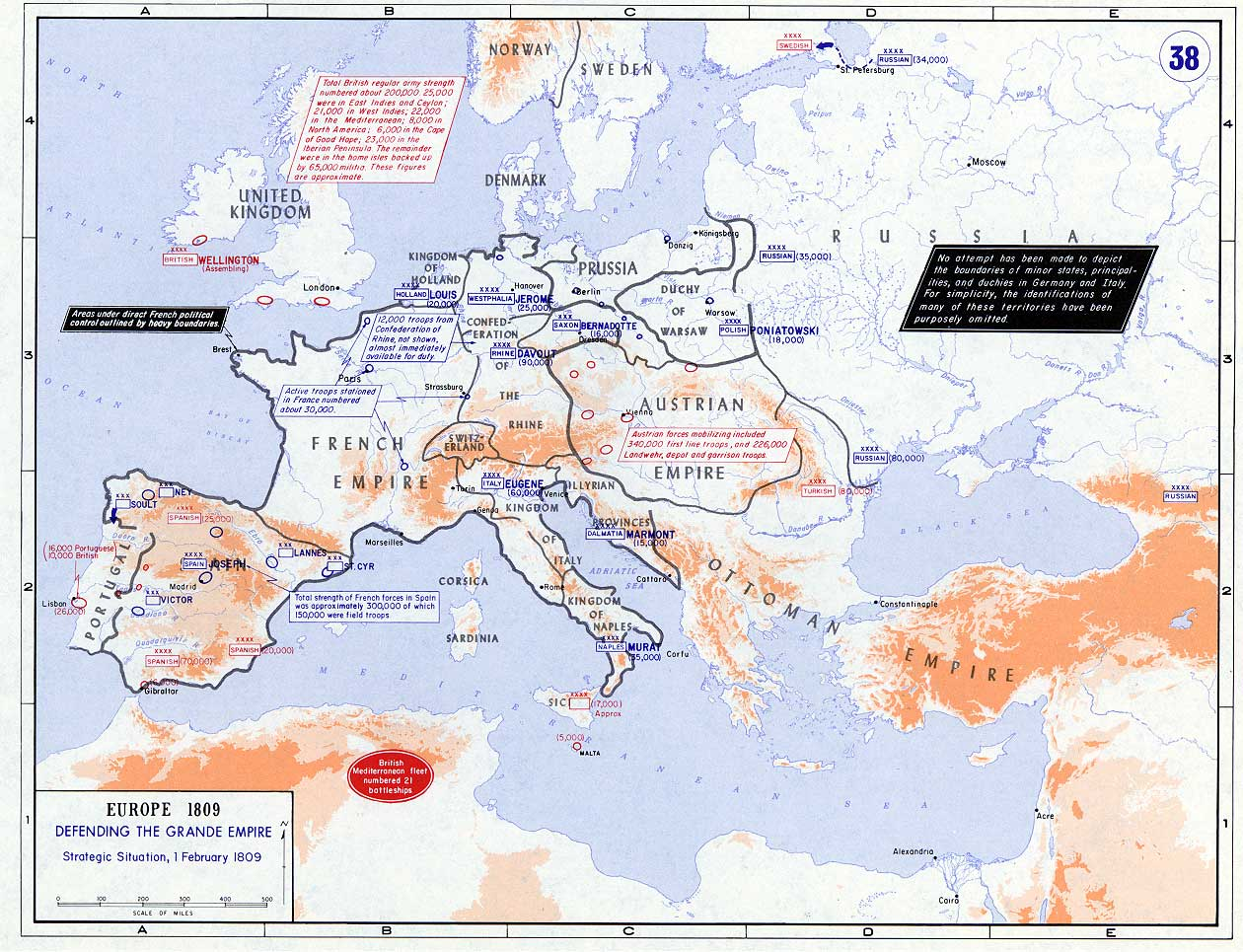
1809년 유럽의 전략적 상황

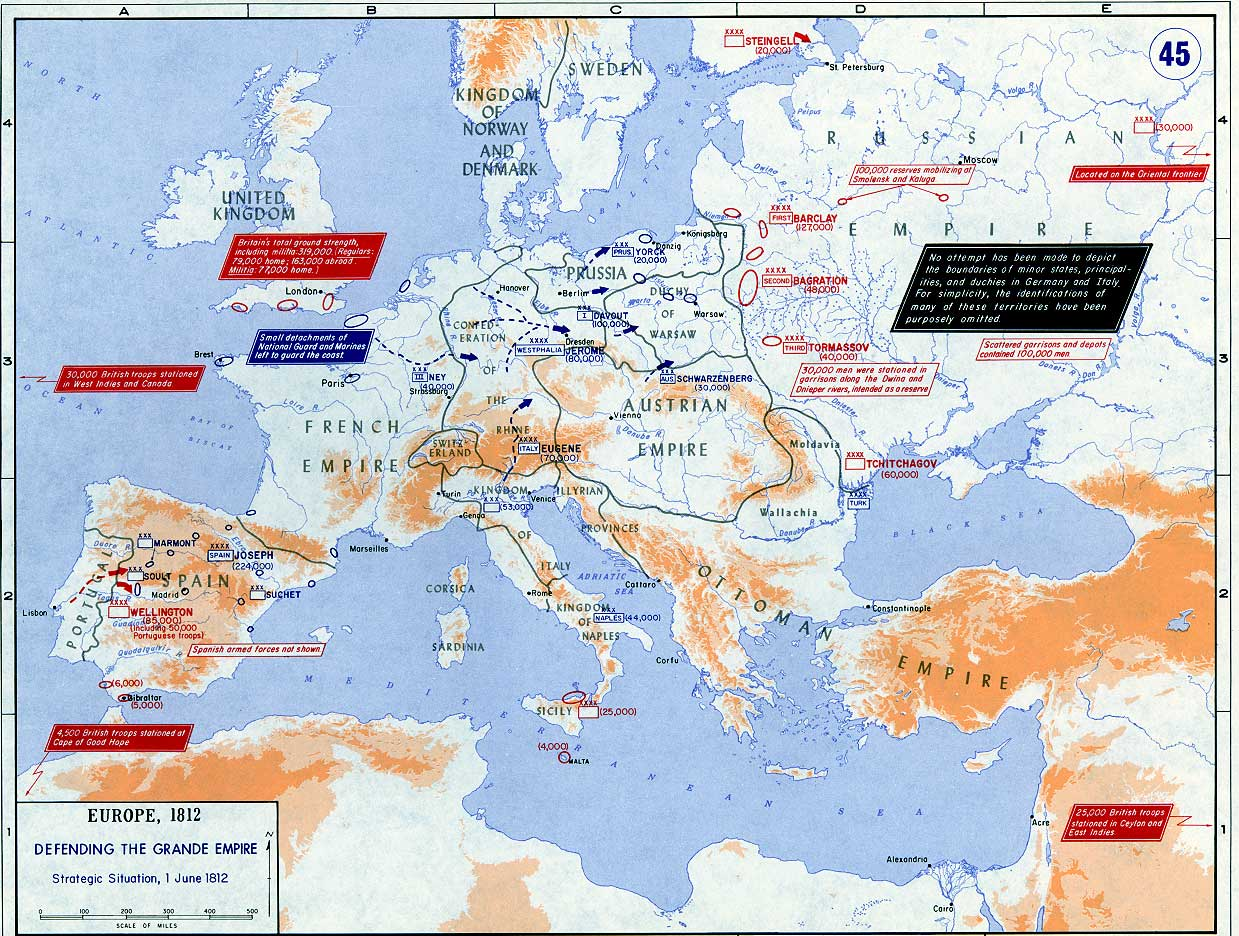
1812년 유럽의 전략적 상황

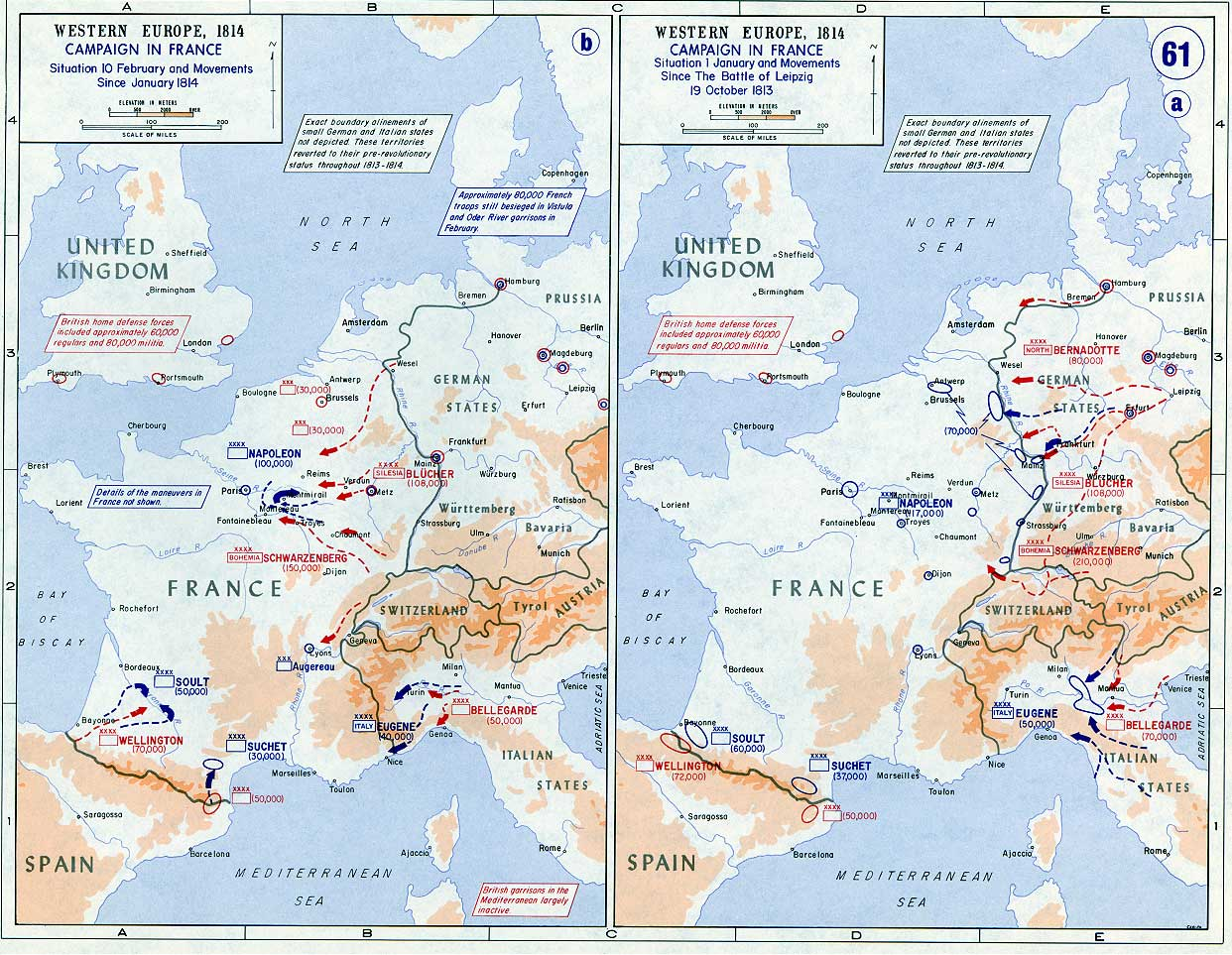
1814년 유럽의 전략적 상황

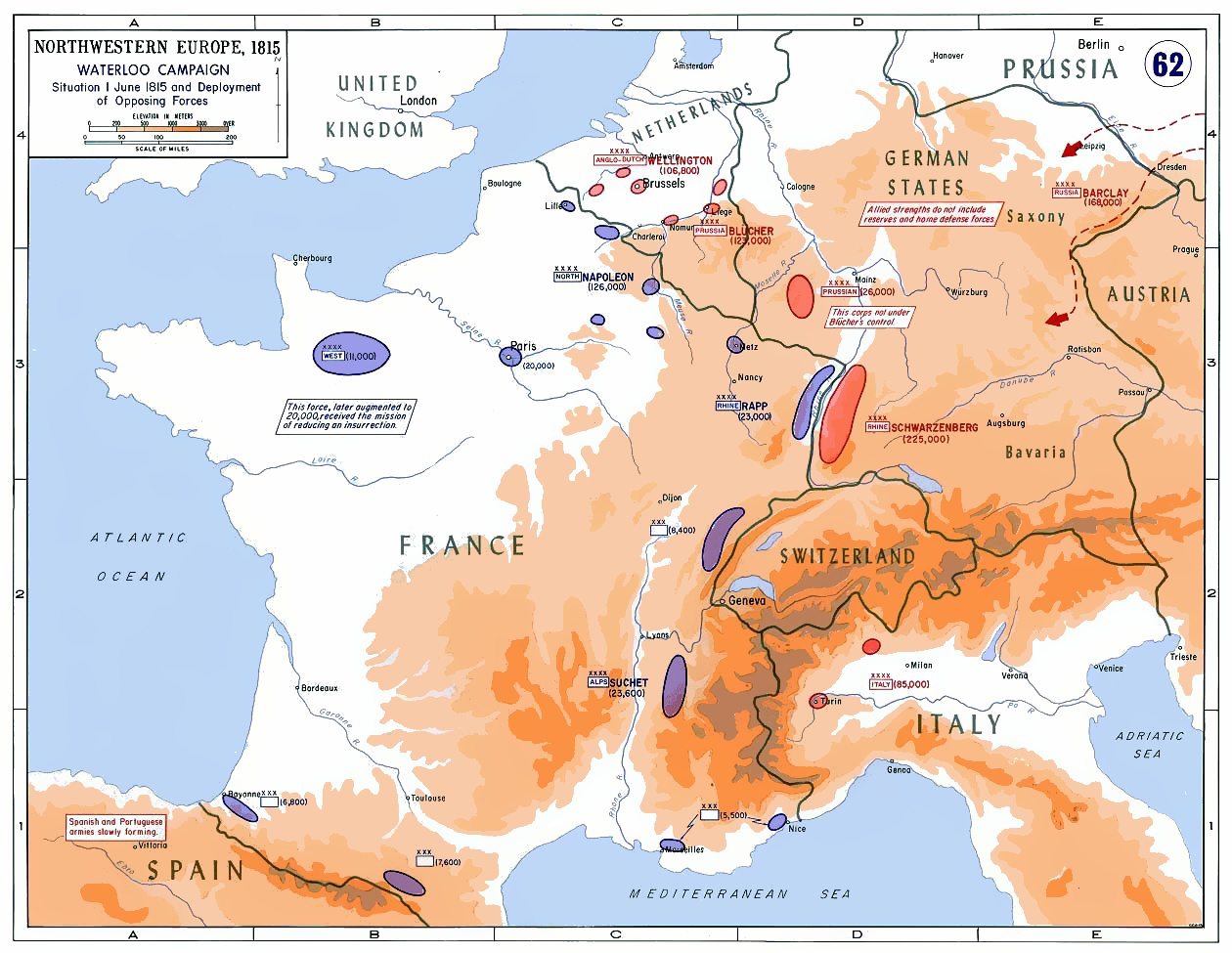
1815년 유럽의 전략적 상황

나폴레옹 시대는 프랑스의 역사와 유럽의 역사의 한 시기이다. 이 시기는 일반적으로 프랑스 혁명의 네 번째이자 마지막 단계로 분류되는데, 첫 번째는 국민의회, 두 번째는 입법 의회, 세 번째는 프랑스 총재정부였다. 나폴레옹 시대는 대략 나폴레옹 보나파르트의 브뤼메르 18일 쿠데타로 총재정부를 전복하고 (1799년 11월 9일) 프랑스 통령정부를 수립하면서 시작되었으며, 제7차 대프랑스 동맹과 워털루 전투에서의 패배 (1815년 6월 18일)로 끝난다.
빈 회의는 곧 유럽을 프랑스 혁명 이전의 상태로 되돌리려 했다. 나폴레옹은 혁명과 전쟁으로 찢겨진 땅에 정치적 안정을 가져왔다. 그는 가톨릭교회와 평화를 맺고 국민공회의 가장 급진적인 종교 정책을 뒤집었다. 1804년, 나폴레옹은 개정된 민법전인 프랑스 민법전을 공포했고, 이는 프랑스 사회를 안정시키는 데도 도움이 되었다. 민법전은 모든 성인 남성의 정치적, 법적 평등을 확인하고 출생이나 사회적 지위보다는 재능에 따라 교육과 고용에서 개인이 발전하는 능력 중심 사회를 확립했다. 민법전은 국민의회의 온건한 혁명 정책 중 많은 부분을 확인했지만, 더 급진적인 국민공회에서 통과된 조치들은 철회했다. 예를 들어 민법전은 여성과 어린이를 가장에게 종속시킴으로써 가족 내의 가부장적 권위를 회복시켰다.
프랑스의 안정을 위해 노력하면서 나폴레옹은 유럽 전역으로 자신의 권위를 확장하려 했다. 나폴레옹의 군대는 이베리아반도와 이탈리아반도를 정복하고, 점령지를 확보했으며, 오스트리아, 프로이센, 러시아가 그와 동맹을 맺고 유럽에서 프랑스의 헤게모니를 존중하도록 강요했다. 영국은 프랑스의 헤게모니를 인정하기를 거부하고 전쟁을 계속했다.
프랑스 제1제국은 1812년 그가 러시아를 침공하기로 결정하면서 붕괴하기 시작했다. 나폴레옹은 러시아를 점령하는 동안 그의 군대가 직면해야 할 어려움을 과소평가했다. 차르가 영국 적들과 공모하고 있다고 확신한 나폴레옹은 60만 명의 군대를 이끌고 모스크바로 향했다. 그는 모스크바를 점령하기 전에 보로디노에서 러시아군을 물리쳤지만, 차르는 철수했고 모스크바는 불에 탔으며, 나폴레옹의 거대한 군대는 적절한 피난처나 보급품 없이 남겨졌다. 나폴레옹은 후퇴를 명령했지만, 혹독한 러시아의 겨울과 반복되는 러시아의 공격으로 그의 군대는 줄어들었고, 3만 명의 지친 잔병만이 프랑스 영토로 겨우 돌아올 수 있었다. 연합군은 나폴레옹에 대한 연합 작전을 계속하여 1814년 파리를 점령하고 그의 퇴위를 강요했다. 다음 해 그의 권력 복귀는 모든 연합국의 저항을 받았고 그의 군대는 워털루에서 프로이센군과 영국-연합군에 의해 패배했다.

## 역사
나폴레옹 시대는 프랑스와 유럽의 역사에 있어 한 시기이다. 일반적으로 프랑스 혁명의 네 번째이자 마지막 단계로 분류되는데, 첫 번째는 국민의회, 두 번째는 입법 의회, 세 번째는 총재정부였다. 1799년부터 1815년까지의 나폴레옹 시대는 나폴레옹 보나파르트가 프랑스에서 권력을 장악한 것으로 특징지어진다. 그는 1804년에 황제가 되어 유럽 전역으로 프랑스의 영향력을 확대하고자 했다. 주요 사건으로는 나폴레옹 전쟁, 1815년의 워털루 전투, 나폴레옹의 엘바섬과 이후 세인트헬레나섬으로의 유배가 있다. 그의 유산은 유럽 정치와 군사에 지대한 영향을 미쳤다.

## 통치자
나폴레옹 정권과 나폴레옹 전쟁의 영향을 받은 국가의 수장 및 지도자:
- 오스트리아
  - 오스트리아 대공국: 프란츠 2세 (1792–1835)
  - 오스트리아 제국: 프란츠 1세 (1804–1835)
- 라인 동맹: 보호자 나폴레옹 1세 (1806–1813)
- 덴마크-노르웨이: 크리스티안 7세 (1766–1808), 프레데리크 6세 (섭정 1784–1808, 덴마크 국왕 1808–1839, 노르웨이 국왕 1808–1814)
- 바르샤바 공국: 프리드리히 아우구스트 1세 (작센), 나폴레옹과의 개인 협약에 따라, 이전 폴란드-리투아니아의 부분적 해방 (1806–1815)
- 이집트: 무함마드 알리 (1805–1848)
- 에트루리아: 루이 (1801–03), 카를로 루이 (1803–1807)
- 프랑스
  - 프랑스 공화국: 제1통령 나폴레옹 보나파르트 (1799–1804)
  - 프랑스 제국: 나폴레옹 1세 (1804–1814, 1815)
  - 프랑스 왕국: 루이 18세 (1814–15, 1815–1824)
- 그레이트브리튼
  - 그레이트브리튼 왕국: 국왕 조지 3세 (1760–1801), 총리 윌리엄 피트 (1759년) (1793–1801)
  - 그레이트브리튼 아일랜드 연합왕국: 국왕 조지 3세 (1801–1820); 섭정 조지 (1811–1820); 총리 윌리엄 피트 (1759년) (1801, 1804–06), 헨리 애딩턴 (1801–04), 그렌빌 경 (1806–07), 포틀랜드 공작 (1807–09), 스펜서 퍼시벌 (1809–1812), 리버풀 백작 (1812–1827)
- 아이티: 장자크 데살린 (총독 1804, 황제 자크 1세 1804–06), 앙리 크리스토프 (대통령 1806–1811, 국왕 앙리 1세 1811–1820)
- 홀란트: 루이 1세 (1806–10), 루이 2세 (1810)
- 신성 로마 제국: 프란츠 2세 (1792–1806)
- 이탈리아: 나폴레옹 1세 (1805–1814)
- 나폴리: 페르디난도 4세 (1799–1806, 1815–16), 조제프 보나파르트 (1806–08), 조아킴 뮈라 (1808–1815)
- 네덜란드: 빌럼 1세 (1815–1840)
- 몬테네그로: 페타르 1세 페트로비치네고시 (1782–1830)
- 오스만 제국: 셀림 3세 (1789–1807), 무스타파 4세 (1807–08), 마흐무트 2세 (1808–1839)
- 교황령: 교황 비오 7세 (1800–1823)
- 포르투갈: 마리아 1세 (1777–1816), 주앙 6세 (섭정 1799–1816, 국왕 1816–1826)
- 프로이센: 프리드리히 빌헬름 3세 (1797–1840)
- 러시아 제국: 파벨 1세 (1796–1801), 알렉산드르 1세 (1801–1825)
- 사르데냐: 카를로 에마누엘레 4세 (1796–1802), 비토리오 에마누엘레 1세 (1802–1821)
- 작센: 프리드리히 아우구스트 1세 (1763–1827)
- 세르비아
  - 혁명 세르비아는 오스만 통치에 반항하는 반란 상태였으며, 사실상 독립적이었다. 초기에는 1804년부터 1813년까지 카라조르제가 이끌었고, 1815년부터는 밀로시 오브레노비치가 계승했다.
- 시칠리아: 페르디난도 3세 (1759–1816)
- 스페인: 카를로스 4세 (1788–1808), 페르난도 7세 (1808, 1813–1833), 조제프 1세 (1808–1813)
- 스웨덴: 구스타브 4세 아돌프 (1792–1809), 칼 13세 (1809–1818)
- 미국: 대통령 존 애덤스 (1797–1801), 토머스 제퍼슨 (1801–1809), 제임스 매디슨 (1809–1817)
- 뷔르템베르크: 프리드리히 1세 (1797–1816)

## 전쟁
- 프랑스 혁명 전쟁 (1792–1802)
  - 이집트 전역 (1798–1801)
  - 제2차 대프랑스 동맹 (1799–1802)
- 나폴레옹 전쟁 (1803–1815)
  - 제3차 대프랑스 동맹 (1805)
  - 제4차 대프랑스 동맹 (1806–1807)
  - 포함 전쟁 (1807–1814)
  - 반도 전쟁 (1808–1814)
  - 제5차 대프랑스 동맹 (1809)
  - 러시아 원정 (1812)
  - 제6차 대프랑스 동맹 (1812–1814)
  - 제7차 대프랑스 동맹 (1815)
- 러시아-튀르크 전쟁 (1806–1812)
- 영국-튀르크 전쟁 (1807–1809)
- 영국-러시아 전쟁 (1807–1812)
- 핀란드 전쟁 (1808–1809)
- 미영 전쟁 (1812–1815)
- 스웨덴-노르웨이 전쟁 (1814)

## 주요 전투
- 마렝고 전투 – 1800년 6월 14일
- 아부키르 전투 – 1801년 3월 8일
- 알렉산드리아 전투 - 1801년 3월 21일
- 코펜하겐 해전 – 1801년 4월 2일
- 트라팔가르 해전 – 1805년 10월 21일
- 아우스터리츠 전투 – 1805년 12월 2일
- 예나-아우어슈테트 전투 – 1806년 10월 14일
- 아일라우 전투 – 1807년 2월 7–8일
- 프리틀란트 전투 – 1807년 6월 14일
- 비메이로 전투 – 1808년 8월 21일
- 소모시에라 전투 – 1808년 11월 30일
- 에크뮐 전투 – 1809년 4월 21–22일
- 아스페른-에슬링 전투 – 1809년 5월 21–22일
- 바그람 전투 – 1809년 7월 5–6일
- 탈라베라 전투 – 1809년 7월 27–28일
- 살라망카 전투 – 1812년 7월 22일
- 보로디노 전투 – 1812년 9월 7일
- 뤼첸 전투 – 1813년 5월 2일
- 바우첸 전투 – 1813년 5월 20–21일
- 비토리아 전투 – 1813년 6월 21일
- 드레스덴 전투 – 1813년 8월 26–27일
- 라이프치히 전투 – 1813년 10월 16–19일
- 파리 전투 – 1814년 3월 30–31일
- 워털루 전투 – 1815년 6월 18일

## 같이 보기
- 제1제국: 나폴레옹 애호가, 역사가, 게이머를 위한 국제 잡지 (잡지)